# أحزاب الخضر
أحزاب الخضر أو أحزاب إيكولوجية أو أحزاب البيئة، (بالفرنسية: Partis verts) هي أحزاب سياسية ومنظمات تهتم بالطبيعة وتدعو لنهج سياسة من أجل الحفاظ على البيئة، أغلب هذه الأحزاب يسارية-اشتراكية، لكن هذا لا يمنع من تموقع بعضهم في اليمين أو الوسط، المهم أن يضع الحزب الحالة الطبيعية والبيئة على قائمة أولوياته.
توجد أحزاب الخضر في أوروبا وكندا والعديد من الدول المتقدمة وخاصة الصناعية التي تلوث البيئة، الشيء الذي دفع لظهور هذه الأحزاب.

## أهداف أحزاب الخضر
تدعوا أحزاب الخضر لسياسية إيكولوجية من أجل الحفاظ على البيئة، وزرع الأشجار والعناية بكل ما هو طبيعي، كما أنها تدعوا للعدالة الاجتماعة، المساواة بين الأجناس، احترام التعددية الثقافية، حل المشاكل بالحوار والابتعاد عن العنف، الديموقراطية التشاركية والعلمانية من أجل احترام جميع المعتقدات والأفكار، إزالة الفوارق الاجتماعية وتحقيق دولة الرفاه لجميع المواطنين.

## أحزاب الخضر في الدول المتقدمة

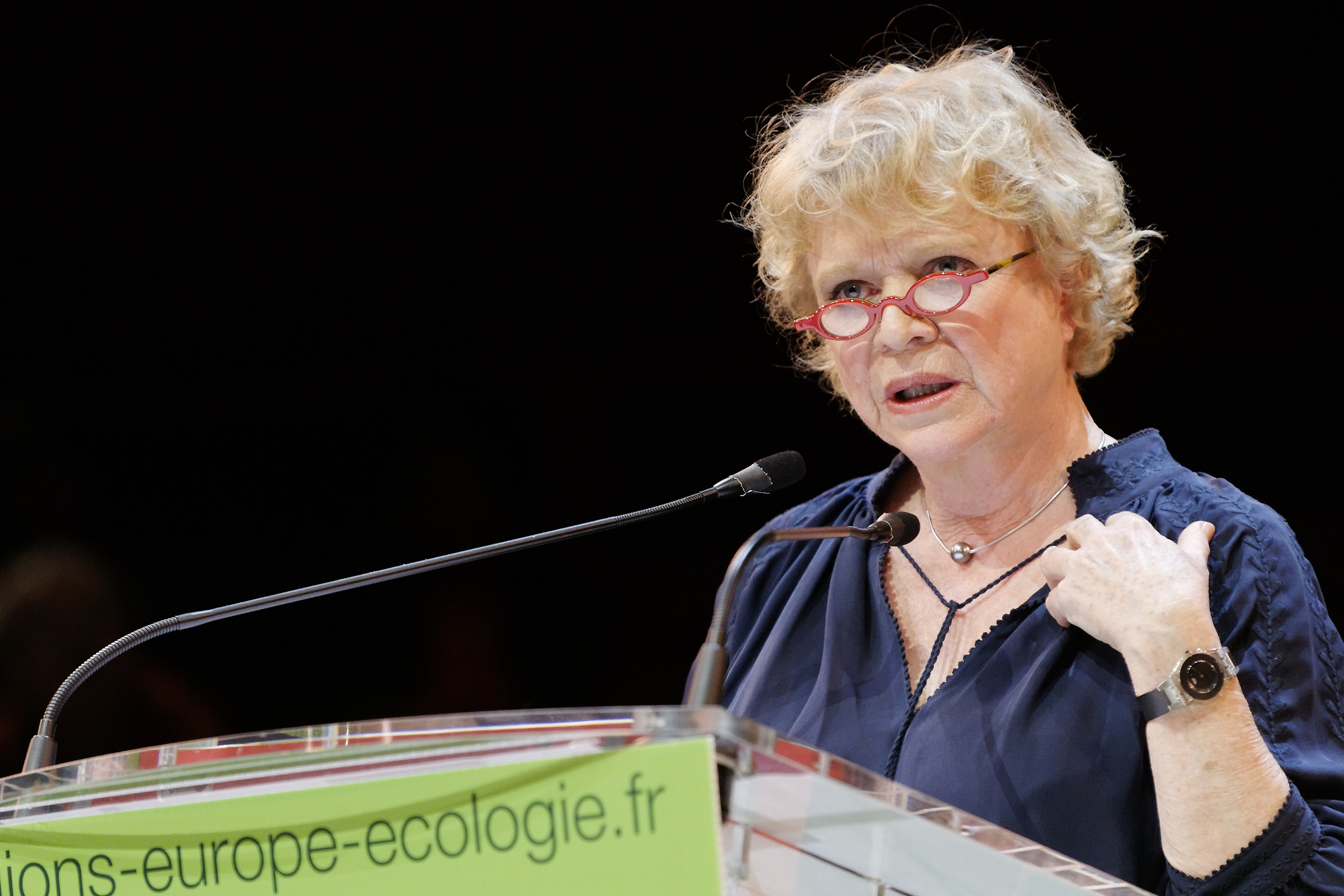
إيفا جولي زعيمة الخضر في فرنسا

كل دولة متقدمة معروف عنها تطورها الصناعي، وهذا التطور يسبب التلوث الشيء الذي دفع لبروز هكذا أحزاب في كندا، أستراليا وأوروبا.
في كندا: (Parti vert du Canada) الحزب الأخضر في كندا، الذي يتبنى المرجعية الإيكولوجية وهو حزب وقع على بيان الخضر العالمي بجانب 800 حزب يعنى بالبيئة في العالم، كما أنه عضو في فدرالية أمريكا لأحزاب الخضر.
في أستراليا: (Australian Greens) الخضر الأستراليين، تأسس سنة 1992 ويتبى المرجعية اليسارية الإيكولوجية، أحد أهم الأحزاب الداعية إلى الإستدامة من أجل ترك الحياة جملية للأجيال المقبلة.
في أوروبا: كثيرة منها حزب الخضر الفرنسي وحزب الخضر الألماني وحزب الخضر السويدي وحزب الخضر النرويجي وغيرها، ويحمل أغلبهم اسم حزب الخضر.
بعد 2010 بدأت تظهر أحزاب بيئية في الدول العربية بعد الربيع العربي.

## أحزاب الخضر في الدول العربية
برزت حركات غير رسمية وحتى رسمية منذ 14 قرناً تشجع العناية بالبيئة والحفاظ على الطبيعة البتول.
نذكر منها في وقتنا الراهن:
- حزب الخضر المصري
- حزب الخضر  العراقي
- حزب الخضر الفلسطيني

ووصلت الدول العربية لمستوى متنامي من الصناعة خاصة في الخليج العربي والمزدحم بالحياة الصاخبة والصناعات البتروكيماوية حتى تلوث البيئة ونرى النظافة والنهضة الحضارية التي تذخل الناظر في سائر بلدان الجزيرة العربية، لكن برزت أحزاب تعنى بالبيئة في دول الاقتصاديات الناشئة مثل الجمهورية العربية السورية المغرب، تونس، لبنان ومصر، تدعوا إلى الحفاظ على البيئة.

## موقع أحزاب الخضر في المشاركة الديمقراطية والمؤسسات والحكومة
منذ البداية، كانت سياسات الخضر تركز على السياسات المحلية، والنشاطات السياسية وإتخاذ القرار على المستوى الشعبي. وبحسب أنصارها، فإنه في غاية الأهمية أن يلعب المواطنون دورا مباشرا في القرارات التي تؤثر على حياتهم وعلى بيئتهم. ولذلك تسعى سياسات الخضر لرفع دور الديمقراطية التشاورية، على اساس المشاركة المباشرة للمواطنين وإتخاذ القرارات بالإجماع، حيثما أمكن.
تشجع سياسات الخضر كذلك على الفعل السياسي على مستوى الأفراد، مثل أخلاقيات الإستهلاك، أو شراء الأشياء التي صنعت بالتوافق مع مقاييس أخلاقية بيئيا. بالتأكيد، فإن العديد من الأحزاب الخضراء تركز على الفرد والفعاليات الشعبية على المستوى المحلي والمناطقي أكثر من السياسات الإنتخابية. تاريخيا، نمت أحزاب الخضر على المستوى المحلي، متمكنة تدريجيا من التأثير والانتشار إلى سياسات مناطقية أو إقليمية، وتصل إلى المشهد السياسي الوطني عندما يكون هناك شبكة محلية قوية من الدعم.
بالإضافة، يرى الكثير من الخضر أن على الحكومات أن لا تفرض ضرائب على المنتجات والتجارة المحلية الصرف. ويدافع بعض الخضر عن طرق جديدة لتنظيم السلطة لزيادة التحكم المحلي، من منها فصل المناطق الحضرية وديمقراطية المناطقية الأحيائية.
تبقى أحزاب الخضر مكملة فقط للتحالفات الحكومية، وتشارك في الحكومات بوزراء البيئة فقط، وغالبا ماتصطف هذه الأحزاب في المعارضة، مما يجعل مهمتها صعبة خصوصا أنها لا تنال عدد كبير من الأصوات، وينتقدهم البعض على أنهم سياسيين ليس لهم مشروع تنموي اقتصادي جاد وقوي، لذلك لن ينفعوا بشيئ من أجل تطور الصناعة وأنهم أناس يحتجون كثيرا في الشوارع.